# Sola HK

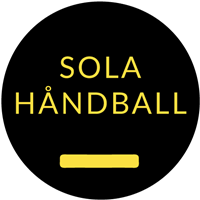
Logo de Sola HK.

Le Sola Håndball Klub est un féminin club de handball basé à Sola en Norvège et fondé en 1934. Il évolue au plus haut niveau du handball féminin norvégien.

## Résultats
- Troisième du Championnat de Norvège en 2020/21, 2021/22, 2022/23
- Finaliste de la Coupe de Norvège en 2020, 2022/23

## Personnalités liées au club
Parmi les joueuses évoluant ou ayant évolué au club, on trouve :
- Ida Bjørndalen
- Hadja Cissé : de 2017 à 2018
- Anja Edin : de 2002 à2004
- Rikke Granlund : depuis 2017
- Camilla Herrem : depuis 2023
- Malin Holta
- Tonje Nøstvold
- Ingrid Ødegård